# Nishimera

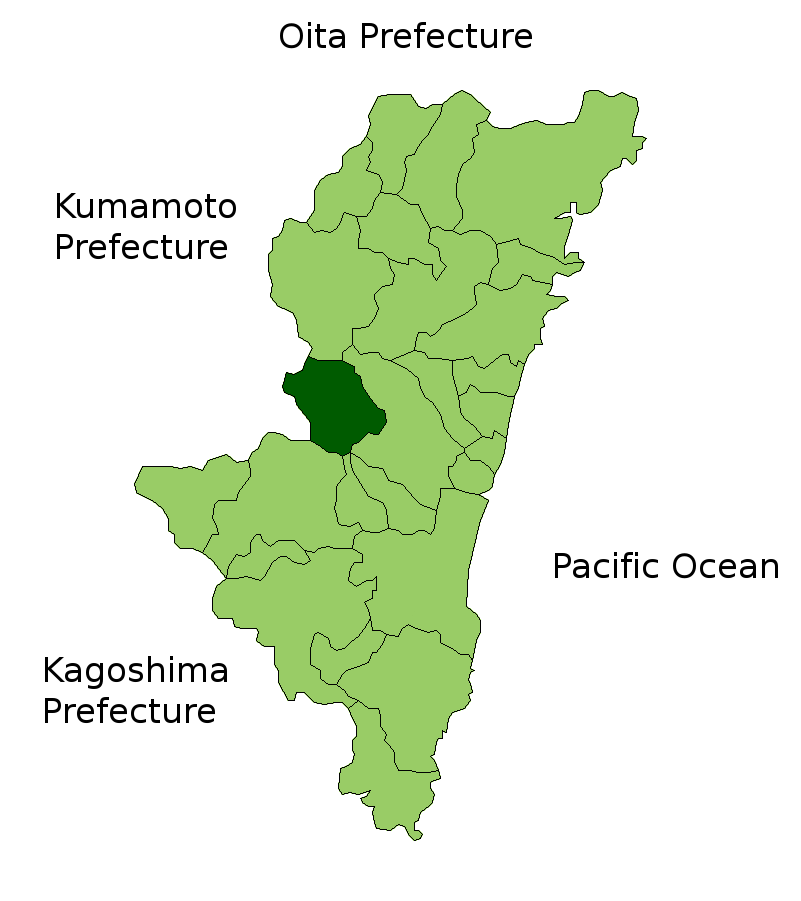
Nishimera dans la préfecture de Miyazaki.

Nishimera (西米良村, Nishimera-son) est un village du district de Koyu (préfecture de Miyazaki), au Japon.

## Géographie

### Démographie
Le 1er décembre 2007, le village de Nishimera comptait 1 270 habitants répartis sur une superficie de 271,56 km2 (densité de population d'environ 5 hab./km2).